# Vaccinium cordifolium
Vaccinium cordifolium är en ljungväxtart som beskrevs av Otto Stapf. Vaccinium cordifolium ingår i Blåbärssläktet, och familjen ljungväxter. Inga underarter finns listade i Catalogue of Life.